# Tre racconti (Landolfi)
Tre racconti è una raccolta di racconti in lingua italiana di Tommaso Landolfi pubblicata nel 1964.

## Racconti
- La muta: un condannato a morte in attesa dell'esecuzione ricorda il suo crimine: l'uomo, cinquantenne, si era innamorato di una quindicenne muta e, dopo averla posseduta, l'aveva uccisa con un rasoio.
- Mano rubata. Marcello, un giovane scrittore, affascinato da Gisa, una donna altera e molto bella, nel corso di una serata mondana propone, come gioco di società, una partita a poker a eliminazione in cui i perdenti dovranno svestirsi o suicidarsi. Marcello risulta vincitore; tutti i perdenti si spogliano tranne Gisa la quale afferma di scegliere il suicidio. Marcello, consapevole di amare Gisa, propone alla ragazza un compromesso: si spoglierà anch'egli, sebbene vincitore.
- Gli sguardi: doppio diario di un uomo anziano e di una ragazza ventiduenne. L'autore del primo diario è un uomo ormai anziano che ha abbandonato la moglie, rimasta deturpata in un incidente, e i figli, e si è innamorato di Rossana, una giovane barista; l'autrice del secondo diario è quest'ultima, la quale si è innamorata dell'estensore del primo diario, a lei noto come un cliente, distratto e frettoloso, del caffè. I due diari procedono in parallelo. L'uomo si accorge dell'interesse della giovane barista, ricambia i sentimenti, ma finisce per ritornare dalla moglie.

## Edizioni
- Tre racconti, Collezione Narratori Vallecchi, Firenze:Vallecchi, 1964, 116 p.
- Tre racconti; introduzione di Carlo Bo, Collezione BUR L 758, Milano: Biblioteca Universale Rizzoli, 1990, 115 p., ISBN 88-17-16758-4
- Tre racconti; a cura di Idolina Landolfi, Collezione Piccola biblioteca Adelphi 416, Milano: Adelphi, 1998, 139 p., ISBN 88-459-1395-3 (ISBN 978-88-459-1395-2 III ed. 2011)

## Critica
Caratteristica comune dei tre racconti di Landolfi è la difficoltà di amare, difficoltà che nasce soprattutto dalla difficoltà interna dei sentimenti di coloro che amano, più che da difficoltà esterne. La forma del primo racconto (La muta) è quella del monologo interiore; quella del secondo racconto (Mano rubata) è quella di una descrizione precisa e asettica; l'ultimo racconto (Gli sguardi) si regge sul contrasto fra lo sguardo e lo stile dell'uomo, un maturo intellettuale, e lo sguardo e lo stile della giovane donna, ingenua e sentimentale. La raccolta fu finalista al Premio Campiello nel 1964.

## Adattamenti
- Mano rubata - film per la televisione del 1989 diretto da Alberto Lattuada, tratto dall'omonimo racconto della raccolta[5][6]